# Saint-Pée-sur-Nivelle
Saint-Pée-sur-Nivelle település Franciaországban, Pyrénées-Atlantiques megyében. Lakosainak száma 7238 fő (2022. január 1.). Saint-Pée-sur-Nivelle Sare, Ahetze, Ainhoa, Arcangues, Ascain, Saint-Jean-de-Luz, Souraïde, Ustaritz, Baztan és Urdazubi/Urdax községekkel határos.

## Népesség
A település népessége az elmúlt években az alábbi módon változott:
| Lakosok száma | 6006 | 6487 | 6870 | 6849 | 6888 | 7037 | 7102 | 7170 | 7238 |
|               | 2013 | 2015 | 2016 | 2017 | 2018 | 2019 | 2020 | 2021 | 2022 |